# Ariza (stacja kolejowa)
Ariza (hiszp. Estación de Ariza) – stacja kolejowa w Ariza, w prowincji Saragossa we wspólnocie autonomicznej Aragonia, w Hiszpanii.
Obsługuje połączenia średniego zasięgu Renfe.

## Położenie stacji
Znajduje się na linii kolejowej Madryt – Barcelona w km 205, na wysokości 713 m n.p.m.

## Stacja
Stacja została otwarta w dniu 25 maja 1863 wraz z otwarciem odcinka Medinaceli – Saragossa linii kolejowej przeznaczonej do połączenia Madrytu z Saragossą. Prace były prowadzone przez Compañía de los Ferrocarriles de Madrid a Zaragoza y Alicante (MZA). W 1941 doszło do nacjonalizacji kolei w Hiszpanii i utworzenia RENFE.
Od 31 grudnia 2004 linię obsługuje Renfe, natomiast budynkiem dworca zarządza Adif.

## Linie kolejowe
- Linia Madryt – Barcelona – linia zelektryfikowana
- Linia Valladolid – Ariza – linia niezelektryfikowana, zamknięta